# Enzo Staiola
Enzo Staiola (Roma, 15 de novembro de 1939 - Roma, 4 de junho de 2025) foi um ator italiano mais conhecido por interpretar, aos nove anos, o papel de Bruno Ricci no filme neorrealista de Vittorio De Sica de 1948, Ladrões de Bicicleta. Ele apareceu em vários outros filmes, incluindo, em 1954, The Barefoot Contessa, com Humphrey Bogart, produzido nos Estados Unidos. Já adulto, tornou-se professor de matemática.

## Filmografia selecionada
- Ladrões de bicicletas (1948)
- Vulcão (1950)
- The White Line (1950)
- Vou te pegar por isso (1951)
- A Tale of Five Cities (1951)
- Penas Negras (1952)
- O retorno de Don Camillo (1953)
- The Barefoot Contessa (1954) como Busboy